# بوی خوش پاپایای سبز
بوی پاپایای کال یا بوی خوش پاپایای سبز (انگلیسی: The Scent of Green Papaya) یک فیلم به کارگردانی تران آن هونگ است که در سال ۱۹۹۳ منتشر شد. این فیلم برنده دوربین طلایی از جشنواره فیلم کن شده‌است.